# Keratoconjunctivitis photoelectrica
Die Keratoconjunctivitis photoelectrica, Keratitis photoelectrica, Photokeratitis, Schweißerblende oder Verblitzung, ist eine Schädigung der Hornhaut des Auges, die durch starke UV-Einstrahlung hervorgerufen wird. Häufige Ursachen sind Schweißen ohne Abschirmung (zum Beispiel Schweißermaske), Quarzlampenbestrahlung oder Lichtstrahlung im Hochgebirge.
Der Schädigungsmechanismus entspricht dem des Sonnenbrandes. Eine Schädigung der teilungsaktiven Zellen des Epithels durch die Strahlung führt nach einer charakteristischen Latenzzeit von etwa acht Stunden zum Absterben der betroffenen Zellen mit der Folge einer entzündlichen Reaktion des umgebenden Gewebes. Auf der Hornhaut des Auges kommt es zu feinfleckigen Defekten (Keratitis superficialis punctata) der oberen Schicht, die typischerweise starke Schmerzen, Lidkrampf, Tränenfluss und eine Sehschärfenminderung verursachen.
Die Symptome treten wegen der Latenzzeit in der Regel in den frühen Morgenstunden auf. Mit einer Heilung ist wegen der Regenerationsfähigkeit des Hornhautepithels meist bereits nach 24–48 Stunden zu rechnen. Die Therapie beschränkt sich auf schmerzlindernde Maßnahmen (Augensalbe, Schmerztabletten). Lokalanästhetika werden nur zur Diagnostik eingesetzt.